# D-赤蘚-L-半乳辛糖
D-赤蘚-L-半乳辛糖（英文：D-erythro-L-galacto-octose）是一種辛醛糖。